# Chim sâu lùn
Chim sâu lùn (danh pháp hai phần: Dicaeum pygmaeum) là một loài chim lá thuộc chi Dicaeum trong họ Chim sâu. Đây là loài đặc hữu của Philippines. Môi trường sống tự nhiên của chúng là rừng đất thấp nhiệt đới ẩm và rừng vùng núi nhiệt đới ẩm.